# Flabellinia
A Flabellinia (eredetileg Flabellinea) az Amoebozoa kládja. Mozgás során lapos, elöl egyértelmű hialoplazma réteggel. Egyes fajai a hialoplazmából kiinduló vékony alállábakat alkotnak, de a sejtplazma nem folyik beléjük a valódi állábakkal ellentétben, és a Tubulinea kládhoz hasonlóan meghatározott központi tengely nélkül mozog. Ezenkívül nincs héja vagy ostora, és elsősorban molekuláris fák eredményei egyesítik.

## Történet
A csoportot eredetileg Alekszej V. Szmirnov et al. hozták létre Flabellinea néven, mely összetételében a Cavalier-Smith et al. által 2004-ben létrehozott Discosea kládhoz volt hasonló. 2005-ben Szmirnov et al. létrehozták a Flabellinia nevet, 2011-ben pedig elfogadták a Discoseát osztályként, a Flabellineát alosztállyá tették, és Flabelliniára nevezték át.
2019 előtt a Flabelliniába sorolták többek közt a Pellitida és Trichosphaerium csoportokat is, előbbi ma a Centramoebia, utóbbi a Corycidia tagja.
2017-ben Kang et al. kevéssé alátámasztott kládként mutatták ki, 2022-ben Tekle et al. növelték alátámasztottságát.
Thomas Cavalier-Smith 2022-ben közzétett rendszertanában az általa létrehozott Discosa altörzs egyetlen osztályának, a Discoseának alosztályaként és a Centramoebia testvércsoportjaként írta le.

## Morfológia
Lapos, általában legyező, nyújtott vagy szabálytalan háromszög alakú, alállába sose hegyes. A Thecamoebida gyakran nyújtott, nyelv vagy szabálytalan háromszög alakú, állábai nem különülnek el. A Dermamoebida nyújtott, lándzsa vagy háromszög alakú, sejtfelszíne sima vagy kevés széles kiemelkedéssel rendelkezik, de sose ráncos. Rövid, széles állábai vannak, egyes fajai daktilopódiumokkal is rendelkeznek. Sejtburka vastag, többrétegű vagy szorosan egymás melletti helikális szerkezetekből áll. A Mycamoeba gemmipara lapos, nyelv alakú, differenciált glikokalixszal nem rendelkezik, többsejtű állapottal igen. A Dactylopodida mozgó állapota általában szabálytalan háromszög alakú előremutató alappal, széles elülső hialoplazmával, fonalas tengelymagokkal daktilopódiumaiban és lebegő állábaiban, a Vannellida legyező vagy spatula alakú, állábai nem különülnek el, hialoplazmája a sejt elülső felét is kiteheti, a granuloplazma egy szubsztrát feletti kiemelkedésben összpontosul. Nem ismert benne centroszóma.
Bár sejtplazmaáramlása általában egytengelyű, egyes fajok többtengelyű áramlással is rendelkezhetnek.

## Életmód
Bakterivor fajai egyaránt esznek fotoszintetikus (például Synechococcus elongatus) és nem fotoszintetikus (például Escherichia coli) baktériumokat.

## Életciklus
A Mycamoeba életciklusa összetett – a trofozoita előbb kokkoid állapotúvá válik, majd többször csírázva álmicéliumokat hoz létre végeiken gömbölyű cisztákkal. Az álmicéliumok a ciszták trofozoitává válása előtt lebomlanak és felszabadítják a cisztákat. A Vannella fimicola protoszteloid sporokarpikus életciklusú. Nincs ostoros vagy szorokarpikus faja. A többi faj életciklusa egyszerű: magas tápanyagtartalom esetén trofozoiták, alacsony esetén ciszták.
A Sappinia ivaros szaporodásra képes lehet.

## Genetika
Több faja rendelkezik a 2021-ig a Discoseán belül csak az Acanthamoeba castellaniiban ismert DisRab1G fehérjével. Megvilágított környezetben fotoszintetikus baktériumok hatására több monooxigenáza expressziója nő, feltehetően az elfogyasztott baktériumok termelte oxigén – a reaktív oxigénszármazékok forrása – fogyasztása végett. A szingulett oxigén hatását fizikailag és kémiailag csökkentő karotinoidok anyagcseréje fehérjéi expresszióját növeli, továbbá számos hősokkfehérje és ubikvitinációs és proteaszóma-fehérje expresszióját is növeli. Ezzel szemben a sejtváz, a sejtmozgás és a fagocitózis fehérjéi expressziója többnyire csökken. E változások az oxidatív stressznek tulajdonítható.

## Tenyészthetőség
A vízmentes fűmag-agar keverékkel tenyészthető a legtöbb faj, de a Paramoebidae, a Vexilliferidae, a Vannellidae és a Cochliopodiidae fajai tenyésztésére csak a vizes tápanyagmentes agar alkalmas egyaránt. A Vexilliferidae kizárólag utóbbi közegen tenyészthető.

## Lehetséges patogén fajok
2001-ben Sappinia-fertőzésről számoltak be, melyet eredetileg morfológiai alapon a Sappinia diploidea fajba soroltak, de 2009-es filogenetikai vizsgálatok alapján a Sappinia pedata tagja; azonban kevés a bizonyíték arra, hogy fertőzhet, mivel egyetlen leírt esete 2001-ből származik. Feltehetően nyálkahártyával vagy sérült bőrrel érintkezve fertőzhet.

## Fordítás
Ez a szócikk részben vagy egészben  a   Flabellinia című angol Wikipédia-szócikk ezen változatának fordításán alapul.  Az eredeti cikk szerkesztőit annak laptörténete sorolja fel. Ez a jelzés csupán a megfogalmazás eredetét és a szerzői jogokat jelzi, nem szolgál a cikkben szereplő információk forrásmegjelöléseként.